# Asamblea Comunitaria de Kosovo y Metojia
La Asamblea Comunitaria de Kosovo y Metojia (en serbio: Skupština Zajednice opština Autonomne Pokrajine Kosovo i Metohija, cirílico: Скупштина Заједнице општина Аутономне Покрајине Косово и Метохија) es la Asamblea de la asociación de gobiernos locales creadas por las autoridades municipales en Kosovo electa el 11 de mayo de 2008 en unas elecciones municipales convocadas por el Gobierno de Serbia.
Esta fue creada en Kosovska Mitrovica (parte de la región conocida por los serbios como Kosovo del Norte) para representar a las municipalidades que rechazaron la declaración de independencia de Kosovo realizada por el gobierno de mayoría albanesa de esa región.
La Asamblea está compuesta por 45 representantes que fueron nombrados por 26 municipalidades repartidos a lo largo de los enclaves serbios en Kosovo; la mayoría de los delegados son serbios étnicos con algunos representantes de minorías como la bosnia y la romaní.

## Historia
La primera sesión de la Asamblea tuvo lugar el 11 de mayo de 2008, y la reunión inaugural de la Asamblea fue realizada en un día festivo serbio, el día de San Vito, la festividad de Vidovdan, el 28 de junio de 2008, esa fecha es importante históricamente para los serbios dado que ese día se conmemora la Batalla de Kosovo, que se produjo en 1389.

## Composición
La composición de la asamblea está repartida como sigue:
- Partido Radical Serbio – 17
- Partido Democrático de Serbia – 13
- Partido Socialista de Serbia – 4
- Partido Demócrata – 3
- G17 Plus – 1
- Iniciativa Cívica de Gora – 1
- Independientes – 4

## Respuesta internacional
Las elecciones sobre las que se asienta la asamblea no fueron reconocidos por la Misión de Administración Provisional de las Naciones Unidas en Kosovo (UNMIK), ni por el gobierno de Kosovo. La creación de la Asamblea Comunitaria fue condenada por el presidente de Kosovo Fatmir Sejdiu como un acto destinado a desestabilizar Kosovo, mientras que la UNMIK ha dicho que la creación no es un problema grave, ya que no tendrá un papel funcional.